# Xã Nessel, Quận Chisago, Minnesota
Xã Nessel (tiếng Anh: Nessel Township) là một xã thuộc quận Chisago, tiểu bang Minnesota, Hoa Kỳ. Năm 2010, dân số của xã này là 1.951 người.